# DHL
도이체 포스트 DHL 그룹(Deutsche Post DHL Group)은 독일 도이체 포스트의 국제 운송 사업 부문이자 브랜드이다. 본래 미국의 국제 운송 기업이었으나, 독일 도이체 포스트가 지분을 인수하여 현재는 독일로 국적과 본사를 옮겼다.

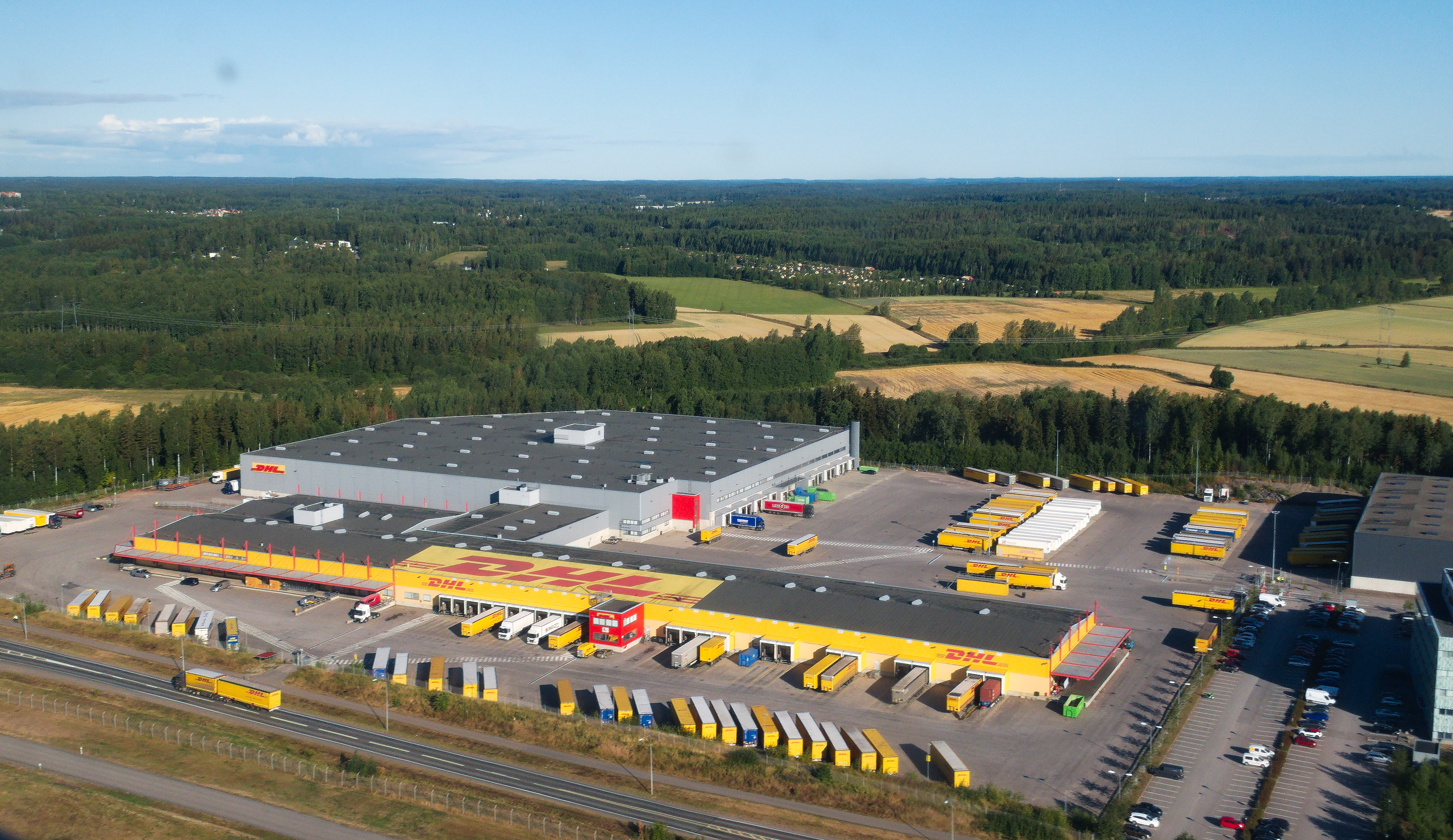
핀란드의 반타에 위치한 DHL 유통센터

## 역사
DHL은 1969년, 미국 샌프란시스코에서 창립하였다.

### 기원
래리 힐볼름은 1960년대 후반 캘리포니아 대학교 버클리에서 보울트홀 법학대학에서 법을 공부하던 중 보험회사 '미카엘스, 포 & 어소시에이트'(MPA)의 일자리 제안을 수락했다. 힐볼름의 초기 업무는 오클랜드 국제공항과 로스앤젤레스 국제공항에 할당되었으며, 그날의 마지막 비행편으로 문서우편 및 소포를 찾고, 다음날 아침 첫 비행편으로 돌아오는 업무로 많으면 주 5회였다.:12
그는 졸업 이후 MPA의 영업사원 아드리안 댈시를 만나 MPA의 빠른 배송 아이디어를 다른 사업체에 적용하는 계획을 고안했다. 그들은 호놀룰루와 로스앤젤레스를 오가며 그들의 첫 고객 시트레인 라인즈의 선하증권을 운송했다.:17

### 설립 초기
힐볼름은 그가 대출받은 학자금 일부를 회사 설립에 투자하였으며, 친구인 아드리안 댈시와 로버트 린을 동업자로 삼았다. 회사명인'DHL'은 창업자들의 성씨 첫글자로 애드리언 댈시(Adrian Dalsey), 래리 힐블롬(Larry Hillblom), 로버트 린(Robert Lynn)에서 각각 따왔다. 이들은 플리머스 더스터 자동차를 공유하며 샌프란시스코에서 서류가방에 문서를 담은 뒤, 공항으로 달려가 비행기표를 끊었다. 이들은 새로운 아이디어인 법인카드를 이용해 비행기표를 구매했다. 사업을 시작하고, 이들은 추가적인 운송기사로 맥스 크롤과 블랑셰 크롤을 고용하였다. 둘은 하와이에 주택을 개인적으로 구입하여, 기사들을 위한 임시 숙박시설로 사용하였다.

### 본격적인 확장
미국 본토와 하와이의 호놀룰루를 오가는 택배 운송 서비스부터 시작한 이들은 점차 서비스를 확대해 국제 택배물을 취급하는 기업으로 성장했다. 1970년대, DHL은 서비스 영역을 각각 극동과 태평양 지역(1971), 일본, 홍공, 싱가포르와 호주(1972), 유럽(1974), 남아메리카(1977), 중동과 아프리카(1978)로 확장하였다. 이들은 특히 미국과 아시아 지역을 연결하는 화물 운송 서비스로 유명해졌다.

### 이후의 역사
1998년에 도이체 포스트가 DHL의 주식의 22.5%를 매수하였고, 2002년에는 도이체 포스트가 지분을 모두 매수하면서 도이체 포스트의 자회사가 되었다.
2003년에는 도이체 포스트의 국제 영업 부문인 도이체 포스트 월드넷과 합병하였고, 같은 해 스위스의 기업인 단자스와 합병, 세계 최대의 국제 택배 물류 회사가 되었다.
대한민국에서는 1977년 주식회사 일양해운과 계약으로 대리점 형태를 시작으로 2001년에는 본사와 합작투자로 설립한 한국 지사인 디에이치엘 코리아(DHL Korea)를 출범하였다.

## 현황
DHL은 380,000명의 직원과 약 6,500개의 사무소, 420대 이상의 항공기, 76,200대의 차량으로 220여 개국, 12만이 넘는 도시에 연간 15억 개 이상의 화물을 취급하고 있다. 또한 세계에서 가장 빠른 배송을 자랑한다.

## 사진

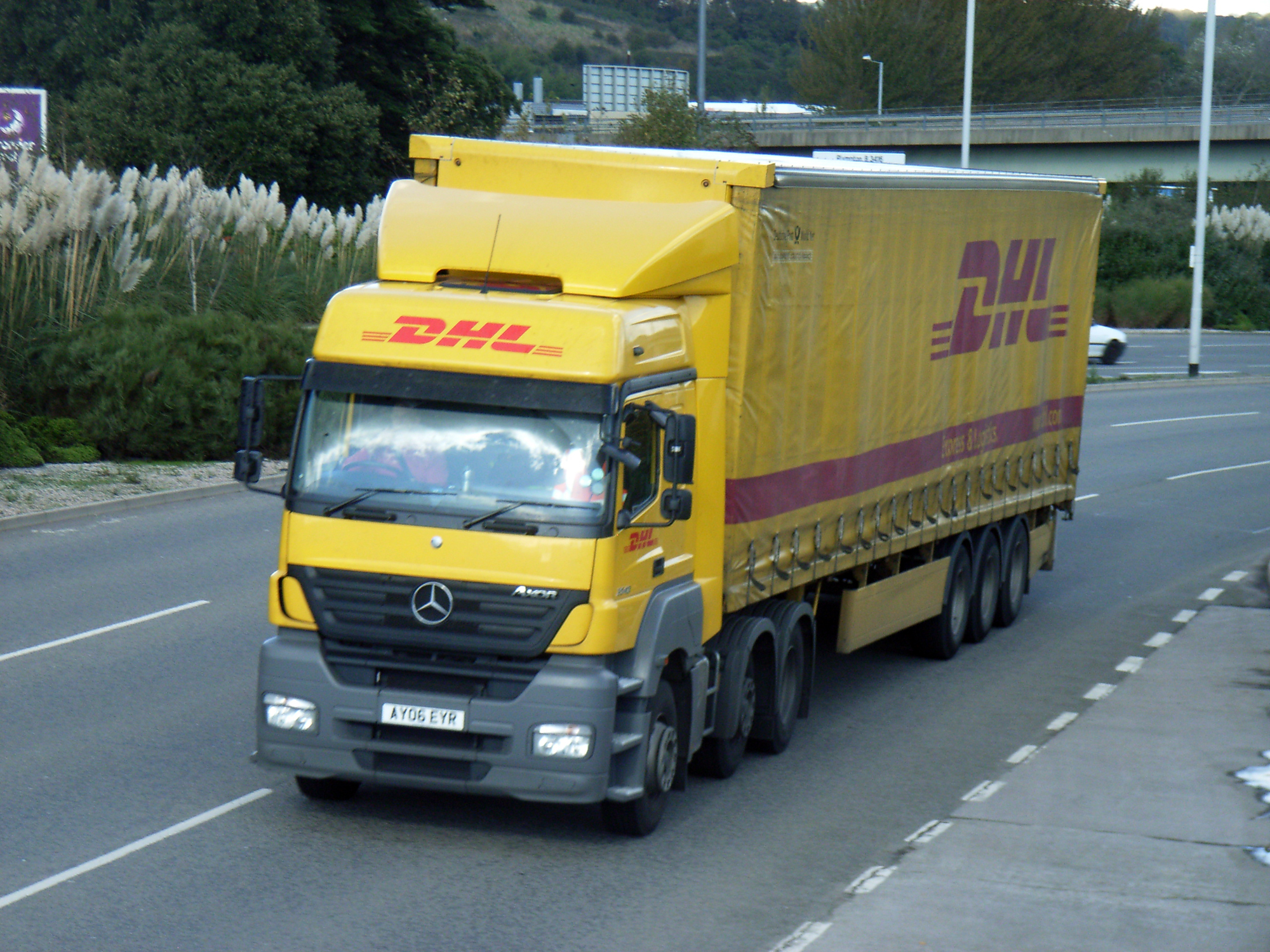
전용 수송 트럭
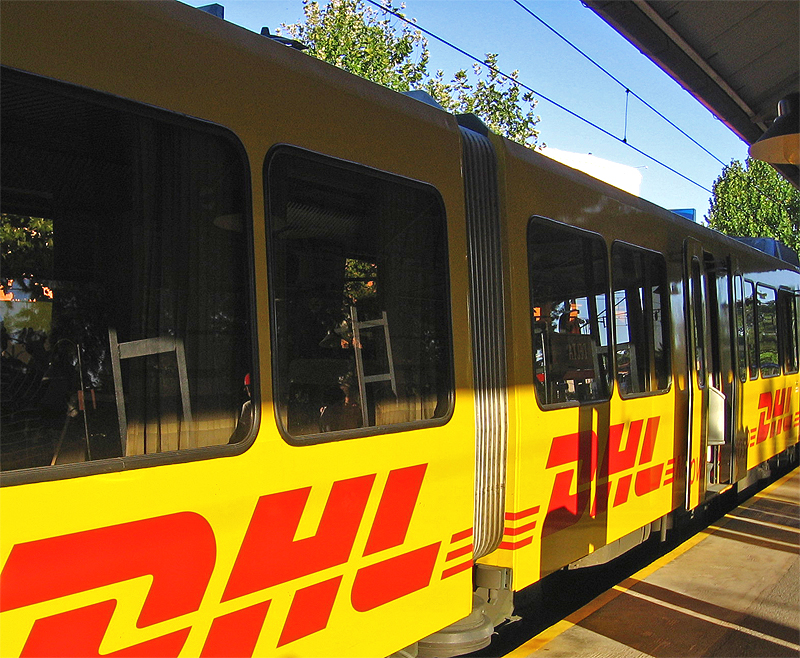
전용 수송 열차
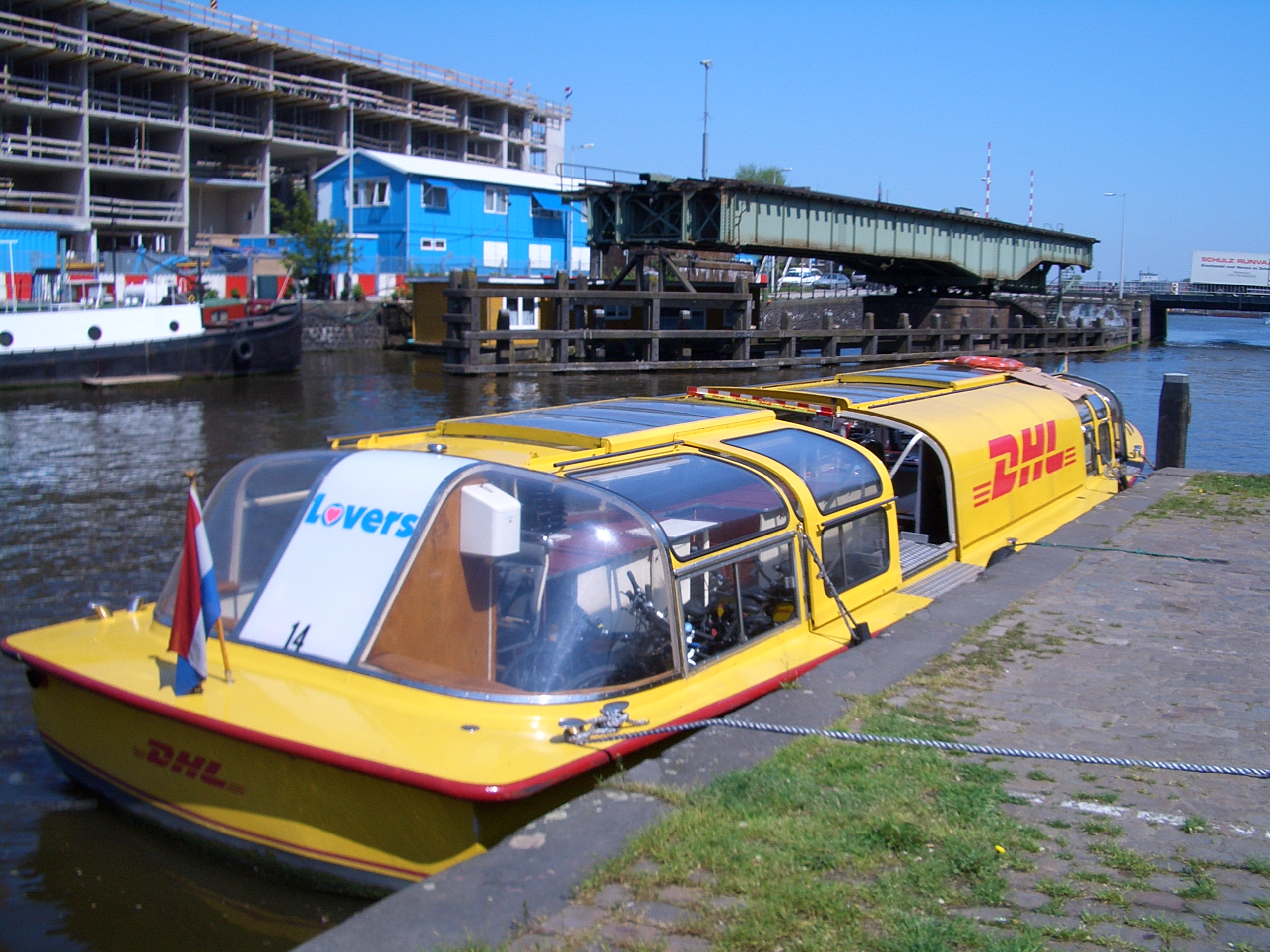
전용 수송 보트

## 같이 보기
- 윌밍턴 (오하이오주)